# پیرمرد خنزر پنزری
پیرمرد خِنزٍر پِنزِری یا پیرمرد قوزی شخصیتی است در داستان بوف کور اثر صادق هدایت. او زشت و درهم شکسته و بی‌روح است؛ پارهٔ تنِ راوی است، او و جلوه‌های گوناگونش (پدر، عموی راوی، پدر لکاته، پیرمردِ نشسته زیر درخت سرو، کالسکه‌چی نعش‌کش، خنزر پنزری) همگی جلوه‌های متفاوت خود راوی هستند. سرانجام نیز راوی پس از کشتن لکاته تبدیل به پیرمرد قوزی خنزر پنزری می‌شود. بدلی از شخصیت پیرمرد قوزی خنزر پنزری در رمان پیکر فرهاد اثر عباس معروفی نیز حضور دارد.
خنزر پنزر در اصل به معنی اشیای گوناگون شکسته، پاره، فرسوده یا از کار افتاده است و خنزر پنزری کسی است که خنزر پنزر را گردآوری و خرید و فروش می‌کند.